# Беристайн, Хоакин
Хоакин Беристайн (исп. Joaquín Beristáin; 20 августа 1817 года, Мехико — 3 октября 1839 года, там же) — мексиканский композитор и дирижёр, основатель династии музыкантов и деятелей искусства.

## Биография
Начал заниматься музыкой под руководством старшего брата Мигеля и в скором времени приобрёл известность и как пианист, и как виолончелист. В 1834 г. занял пульт первой виолончели в оркестре главного театра Мехико, одновременно получив пост корепетитора; играл также в оркестре коллегиальной церкви Святой Марии Гваделупской. Автор увертюры для оркестра «Весна» (исп. La Primavera), церковной музыки, а также собственной оркестровки оперы Винченцо Беллини «Сомнамбула».
В 1838 г. вместе с Агустином Кабальеро организовал в Мехико музыкальную академию — предшественницу Национальной консерватории, нацеленную преимущественно на подготовку кадров для оперного театра; с этого учебного заведения начинается история систематического музыкального образования в Мексике.
Был женат (с 1836 г.) на певице Игнасии Илисалитурри (1808—1851), которая после его смерти повторно вышла замуж за его соратника Кабальеро. Сын композитора Лауро Беристайн (1839—1893) стал скрипачом, композитором и музыкальным педагогом. Его дети — Лауро Беристайн-младший (1867—1916), скрипач-ансамблист, в том числе вторая скрипка в квинтете Льюиса Хорды и Хосе Рокабруны, Хоакин Мусио Беристайн (1869—1936), профессор сольфеджио в Национальной консерватории, и Леопольдо Беристайн — актёр, а затем руководитель одного из театров в Мехико; сын этого последнего — актёр Луис Беристайн, а его сыновья — кинематографисты Артуро и Габриэль Беристайны.